# 喻樗
喻樗（？—1180年），字子才，嚴州（今浙江省建德東北，含今桐廬、建德、淳安）人，南宋官員、學者。

## 生平
祖先喻藥南昌人，仕梁，官至安州刺史，後徙嚴州，喻樗為十六世孫。少慕伊、洛之學，曾言：“六經數十萬言，只有十字能盡，其義便足。要之，不出乎君臣、父子、夫婦、長幼、朋友而已。”建炎三年（1129年）進士，性直好議論，謂趙鼎曰：「公之事上，當使啟沃多而施行少。啟沃之際，當使誠意多而語言少。」趙鼎奇之，引為賓客。任玉山縣尉，有狀元門生汪應辰，後來成為女婿，另有門人程迥、尤袤。歷任秘書省正字，兼史官校勘。不主張和議，為秦檜所忌，出知舒州懷寧縣，通判衡州致仕。秦檜死，起為大宗正丞，提舉浙東常平。淳熙七年，卒。有《中庸大学论语解》、《玉泉语录》。

## 家庭
娶王氏封淑人，生一子喻良能。有二女，一嫁状元汪应辰，一嫁状元張孝祥。

## 延伸阅读
[在维基数据编辑]
 《宋史/卷433》，出自脱脱《宋史》